# Заводской (Тамбовская область)
Заводско́й — посёлок в Первомайском районе Тамбовской области. Административный центр Новоспасского сельсовета.

## География
Посёлок находится на правом берегу реки Иловай, на расстоянии 20 км к югу от посёлка городского типа Первомайский, административного центра района.

### Часовой пояс
Посёлок Заводской, как и вся Тамбовская область, находится в часовой зоне МСК (московское время). Смещение применяемого времени относительно UTC составляет +3:00.

## История
Впервые обозначен на американской карте СССР 1950 года как посёлок Хоботовский.

## Население
| 2010 |
| ---- |
| 1086 |

## Улицы
| - ул. Заводская, - ул. Зелёная, - ул. Интернациональная, - ул. Коммунальная, - пер. Коммунальный, | - ул. Коммунистическая, - ул. Лесная, - ул. Молодёжная, - пер. Новый, - ул. Полевая, | - ул. Советская, - ул. Совхозная, - ул. Солнечная, - ул. Строителей, - ул. Центральная. |